# Фискалья
Фискалья (итал. Fiscaglia) — коммуна в Италии, расположена в области Эмилия-Романья, подчиняется административному центру Феррара.
Население коммуны, на 01.01.2024 года, составляло 8461 человек, плотность населения ─ 72,36 чел./км². Коммуна занимает площадь 116,92 км². 
Почтовый индекс — 44027. Телефонный код — 0533.

## История
Коммуна была образована 1 января 2014 года в результате слияния соседних муниципалитетов Мильярино, Мильяро и Масса-Фискалья.

## Климат
Согласно климатической классификации итальянских муниципалитетов, Фискалья входит в климатическую зону E, количество градусо-дней составляет 2271.